# Jean-Pierre Decourt
Jean-Pierre Decourt est un réalisateur et scénariste de  télévision français, né le 4 février 1927 à Paris et mort le 27 novembre 2002 à Sainte-Maxime. Il est le fils du Professeur Jacques Decourt (1898-1989) et de Gabrielle Cottet (1904-2003), fille du docteur Jules Cottet.

## Biographie
Il débute à la RTF en 1960. Il sera pendant 20 ans l'un des principaux réalisateurs de téléfilms, feuilletons et séries de la télévision française.
Il réalise entre autres Gaspard des montagnes (1965) d'après le roman d'Henri Pourrat, adapté par Claude Santelli et Maurice Barry avec Bernard Noël et Francine Bergé, tourné dans la région d'Ambert (Puy de Dôme), la vallée de la Dore, les monts du Livradois et du Forez, et dans un château près d'Arlanc, ainsi que Docteur Caraïbes (1973) avec Louis Velle et Jess Hahn, tourné en Guadeloupe et ses îles environnantes.

« Il a réussi quelques grandes œuvres comme Gaspard des montagnes, deux épisodes de 1h30 tournés en 35 mm noir et blanc, en Auvergne. Dans ce tableau des campagnes françaises sous l'Empire et la Restauration, il met en scène un héros, Gaspard (Bernard Noël), chevaleresque et invincible volant au secours de la veuve et l'orphelin. Poétique, évoluant vers le lyrisme et le fantastique, le film est servi par les paysages auvergnats admirablement photographiés par Maurice Barry. »

— Christian Bosséno, 200 téléastes français, CinémAction-hors série, 1989.

« Voulez-vous des aventures : en voilà ! Gaspard des Montagnes, c'est l'épopée de tout un peuple, une vraie page d'histoire, une grande course sur les chemins d'Auvergne, une ample fresque, vivante, colorée, comique, parfois bouffonne, très souvent émouvante. Claude Santelli nous l'avait bien montré dans l'admirable adaptation écrite pour la télévision, mise en images par Jean-Pierre Decourt. »

— Christian Lassalas, Le Monde, 3 octobre 1981.

## Filmographie

### Télévision
- 1961 : Les Cinq Dernières Minutes avec Raymond Souplex
- 1964 : Rocambole avec Pierre Vernier et Jean Topart
- 1965 : Le Théâtre de la jeunesse : Sans-souci ou Le Chef-d'œuvre de Vaucanson d'Albert Husson, diffusion : 22/05/1965
- 1965 : Gaspard des montagnes mini-série avec Bernard Noël
- 1966 : Lagardère avec Jean Piat, Sacha Pitoëff, Jacques Dufilho
- 1966 : Le Chevalier d'Harmental avec André Falcon, Nadine Alari
- 1966 : La Fille du Régent
- 1968 : Les Enquêtes du commissaire Maigret, épisode « Signé Picpus » avec Jean Richard
- 1971-1974: Des épisodes d'Arsène Lupin avec Georges Descrières, Roger Carel
- 1971-1974 : Schulmeister, espion de l'empereur avec Jacques Fabbri
- 1972 : Les Évasions célèbres, épisode Latude ou L'entêtement de vivre, feuilleton télévisé
- 1972 : Les Évasions célèbres, épisode L'Évasion de Casanova
- 1973 : Docteur Caraïbes avec Louis Velle et Jess Hahn
- 1973 : Trois Mâts pour l'aventure
- 1975 : Michel Strogoff
- 1975 : Les Grands Détectives, épisode : Le Signe des 4, feuilleton télévisé
- 1977 : Richelieu, le Cardinal de Velours : feuilleton télévisé avec Jean-Pierre Bernard, Pierre Vernier et Jacques Rosny
- 1977 : Le Loup blanc d'après le roman éponyme de Paul Féval, avec Jacques Rosny et Claude Giraud
- 1978 : Les Grandes Conjurations : Le Connétable de Bourbon, série télévisée avec Jean-Pierre Bernard
- 1978 : Les Aventures de David Balfour (de)
- 1979 : Mathias Sandorf (de)
- 1982 : L'Adieu aux as avec Bruno Pradal
- 1983 et 1986 : Julien Fontanes, magistrat avec Jacques Morel - 2 épisodes :
  -  Perpète (1983)
  - Les Nerfs en pelote (1986)
- 1984 : Série noire : Sa majesté le flic, avec Bernard Fresson et Philippe Nicaud

### Assistant réalisateur
- 1952 : Le Jugement de Dieu de Raymond Bernard
- 1953 : La Vie passionnée de Georges Clemenceau de Gilbert Prouteau
- 1953 : Minuit quai de Bercy de Christian Stengel
- 1954 : Casse-cou, mademoiselle de Christian Stengel
- 1956 : Vacances explosives de Christian Stengel